# Frederik Koopman
Frederik Ernst (Frederik) Koopman (Dordrecht, 22 oktober 1887 - aldaar, 13 juni 1980) was een Nederlands roeier. Eenmaal nam hij deel aan de Olympische Spelen, maar won bij die gelegenheid geen medaille. 
Op de Olympische Spelen van 1920 in Antwerpen maakte hij op 32-jarige leeftijd zijn olympisch debuut bij de acht met stuurman. De roeiwedstrijden vonden plaats op het kanaal van Willebroek, vlak bij Brussel, tussen het domein "Drie Fonteinen" te Vilvoorde  en de cokesfabriek "Marly" te Neder-Over-Heembeek. Het Nederlandse team finishte in de eerste serie met een tijd van 6.38,2 en werd hiermee uitgeschakeld door de Franse ploeg. 
Koopman was aangesloten bij roeivereniging KDR&ZV in Dordrecht. Hij was directeur van een machinefabriek/scheepswerf. 

## Palmares

### roeien (vier zonder stuurman)
- 1920: series OS - 6.38,2

Philip Jongeneel · 
Johannes van der Vegte · 
Bernard te Hennepe · 
Willem Hudig · 
Frederik Koopman · 
Huibert Boumeester · 
Johannes Haasnoot · 
Robbert Blaisse · 
Liong Siang Sie (stuurman)